# منگ سوپینگ
منگ سوپینگ (زاده ۱۷ ژوئیه ۱۹۸۹) یک زن وزنه‌بردار چینی است. او در دسته فوق سنگین (+75 کیلوگرم) رقابت می‌کند.